# Jákup Olsen
Jákup Olaf Olsen (født 23. april 1938 på Akrar, bor i Vágur) er en færøsk skibsreder, tidligere skoleinspektør i Vágs skúli og politiker (Fólkaflokkurin) og Kristiligi Fólkaflokkurin, Føroya Framburðs- og Fiskivinnuflokkur.

## Baggrund og karriere
Han er uddannet folkeskolelærer fra 1962. Han arbejdede som lærer i Thyborøn i Danmark 1962–1963, før han i 1963 fik ansættelse i Vágur, hvor han var lærer 1963–1966, assisterende rektor 1966–1972 og rektor 1972–1991. Han har været skibsreder siden 1996.
Han var kommunestyremedlem i Vágs kommuna 1981–2001 og indvalgt i Lagtinget fra Suðuroy 1994–1998, da som repræsentant for Kristiligi Fólkaflokkurin. Olsen var medlem af Lagtingets delegation til Vestnordisk Råd 1994–1998. Senere meldte han sig ind Fólkaflokkurin, hvor han i en årrække frem til 2011 var medlem af partiledelsen som formand i vælgerforeningen Suðuroyar Fólkafloksfelag.

### Lagtingsudvalg
- 1994-1998 - Medlem af Fiskeriudvalget
- 1994-1998 - Medlem af Landbrugsudvalget

## Familie
Jákup Olsen er far til politikeren Annika Olsen og morfar til Bjørk Olsen, som har været formand for Huxa (Fólkaflokkurins ungdomsparti). Han er gift med Marna Olsen, født Holm, Marna er søster til Óli Holm, tidligere kulturminister og faster til Dennis Holm, borgmester i Vágur. Jákup og Marna Olsen har tre børn: Elsa Maria Olsen, Martin Karl Olen og Annika Olsen. Jákup Olsens forældre var Karl og Mia Olsen, Mia kom fra Akrar, Karl fra Vágur.

## Strid om formandsposten i Fólkaflokkurin A. Olsen vs J. Niclasen
Der var nogen ballade omkring formandsvalget i Fólkaflokkurin í 2011, da flere blandt partiets ledelse ønskede, at Annika Olsen skulle blive partiets nye formand, efter at hun fik flest stemmer blandt Folkeflokkens kandidater ved lagtingsvalget 2011, hvor hun fik 1344, Jacob Vestergaard fik 1048, Jákup Mikkelsen fik 455 og partiets formand, Jørgen Niclasen kun fik 382 personlige stemmer. Reglerne er således i Folkeflokken, at de hvis en ny ønsker at blive valgt til formand, så skal vedkommende få støtte til at blive indstillet af et flertal af partiets lagtingsmedlemmer, landsstyrefolk og formændene i de lokale partiafdelinger. Det stod ca. jævnt og så ud til at Annika Olsen måske ville blive valgt til formand, men så skete der det, at Fólkaflokkurins lokalafdeling i Suðuroy, hvor Annika Olsens far var formand, kaldte sammen til møde uden at kalde formanden, Jákup Olsen, til møde, han var ikke til stede på øen, men var i Tórshavn, og på mødet satte de ham fra som formand og valgte en ny formand, som ikke støttede Annika Olsen. Derved kom hun til at mangle en stemme for at blive indstillet og valgt til Fólkaflokkurins nye formand. Efter lagtingsvalget 2015 meldte hun sig ud af partiet og sagde, at der var flere årsager, bl.a. stidighederne omkring formandsvalget tilbage i 2011.